# Die Insel der blutigen Plantage
Die Insel der blutigen Plantage ist ein dem Exploitationgenre nahestehender deutscher Abenteuerfilm von Kurt Raab, der neben dem Drehbuch und einer Nebenrolle auch erstmals Regie führte. Der Film feierte seine Deutschland-Premiere am 27. Januar 1983, wurde dann in Deutschland weitestgehend indiziert und verschwand nach nur wenigen Vorstellungen aus den Lichtspielhäusern.

## Handlung
Der aus Südamerika mit finsterer Vergangenheit stammende Despot Otto Globocnik errichtet gemeinsam mit seiner sadistischen Freundin, der „blutigen Olga“, auf einem paradiesischen Eiland eine grausame Diktatur. Die ansässige Bevölkerung unterjocht er mit einer uniformierten faschistoiden Privatarmee, die die männliche Bevölkerung zur Arbeit heranzieht und die mehrheitlich weibliche Bevölkerung neben der Arbeit auch zu Lustobjekten versklavt.
Hermano (in der englischen Fassung ein Deutscher namens Hartmann), ein loyaler Untergebener des Diktators, verliebt sich in die attraktive Insulanerin Cora und stellt daraufhin nach und nach die Methoden seines Führers in Frage. Er plant sogar seine Angebetete zu ehelichen, die er hierfür heimlich von der Insel schmuggeln will. Doch sein Vorhaben misslingt und das Paar fliegt auf. Das Südseemädchen wird daraufhin vor den Augen der Einheimischen gefoltert, Hermano als Angehöriger der „Weißen Rasse“ hingegen verschont und von Olga, die sich körperlich zum Aufsässigen hingezogen fühlt, für skurrile Liebesdienste missbraucht.
Tatkräftige Unterstützung findet Hermano in Rita, der gewählten Sprecherin der unterdrückten Sklavinnen, die nach und nach einen Aufstand anzettelt und einige Peiniger beseitigt. Für den Mord an vier einheimischen Aufsehern, den Rita verschuldet, wird Hermano später mit seiner Geliebten zum Tode verurteilt, aber nach nur einem Tag Haft von der aufrührerischen Rita befreit. Sie selbst wird für dieses Vergehen gedemütigt und öffentlich gekreuzigt.
Derweil gelingt Cora die Flucht von der Südseeinsel, während Hermano heimlich das Munitionsdepot leerräumt und das ganze Areal in die Luft sprengt. Zuletzt kehrt die zuvor geflohene Cora mit einem rettenden Schiff zurück und nimmt die überlebenden Mädchen mitsamt ihrem geliebten Hermano auf. Olga wird vom verwirrten Despoten erschossen, der wiederum von einem jungen Mann erstochen wird, der zuvor mit dem Schiff auf die Insel gelangte.

## Kritiken
„Spekulativer Sex- und Gewaltfilm, der vorgibt, die Gefahren faschistischer Denk- und Verhaltensweise aufzeigen zu wollen.“

„Von den Kritikern verrissen und vom Publikum missbilligt, erschufen Peter Kern und Kurt Raab einen Vorzeigetrashfilm, der keiner werden sollte. Mit dem Ziel einen erfolgreichen Blockbuster zu produzieren, entstand ein brutales Schauermärchen aus der Feder Kurt Raabs und mit Peter Kerns Handschrift als Produzent und Co-Regisseur, das bis heute Kultstatus am asiatischen Markt genießt, während es in Europa zum finanziellen Debakel wurde.“